# Phaenocarpa raptatrix
Phaenocarpa raptatrix är en stekelart som beskrevs av Fischer 1974. Phaenocarpa raptatrix ingår i släktet Phaenocarpa och familjen bracksteklar. Inga underarter finns listade i Catalogue of Life.